# Kurmandzsan Datka

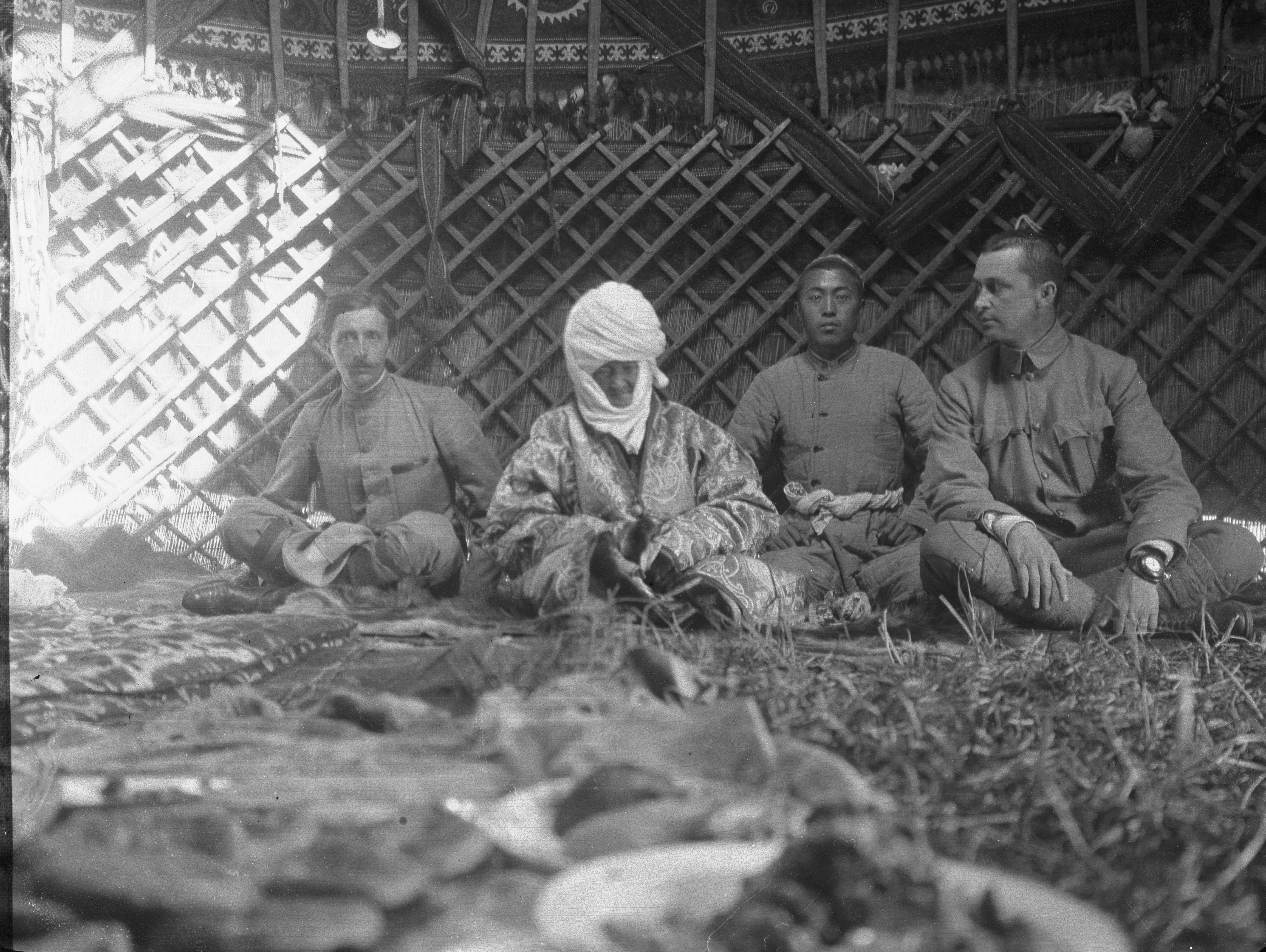
Carl Mannerheim (jobbra) és Kurmandzsan Datka

Kurmandzsan Datka (kirgizül: Курманжан Датка, vagy Datqa Qurmanjan Mamatbai Qizi (Os régió, Kokand Kánság, 1811. − Os, Fergana körzet, Orosz Birodalom, 1907. február 1.), más néven „Az Alaj cárnője” vagy „A Dél Királynője”, Kirgizisztán állami vezetője volt, aki kényszer hatására belenyugodott a régió Oroszországhoz csatolásába.
Kurmandzsan a Mungus nemzetség gazdag családjában született, az Os régióban. 18 éves korában házasságot kellett kötnie egy férfival, akit csak esküvője napján látott először. Amikor megismerte, nem nyerte el a tetszését, és felrúgta a hagyományt – először a szomszédos Kínába menekült, majd később úgy döntött, hogy apjával, Mambatbajjal marad. 1832-ben a helyi földesúr, Alimbek, aki a "Datka" címet vette fel, és az Alaj kirgiz lakossága ura és parancsolója volt, szemet vetett a fiatal, életvidám nőre és feleségül vette. Az egyre inkább működésképtelen Kokand kánság élén álló lendületes politikust 1862-ben, egy palota puccs során meggyilkolták és özvegyét, Kurmandzsant mind a buharai mind a kokandi kán elismerték az Alaj uralkodójának, és megkapta a „Datka” címet is.
1876-ban az Alaj régiót az Orosz Birodalom magához csatolta. Az ellenállás hiábavalóságát felismerve Kurmandzsan Datka rávette népét, hogy ismerje el az orosz fennhatóságot. Az ezt követő folyamatos nyugtalanságok és a helyi lakosság szórványos próbálkozásai az orosz elnyomás felszámolására, a fegyvertartás és -csempészet virágzó tevékenységgé vált, és Kurmandzsan két fiát és két unokáját csempészettel és vámtisztviselők meggyilkolásával vádolták. Amikor kedvenc fiát halálra ítélték, nem volt hajlandó követőit a megmentésre megbízni, mondván, hogy nem hagyja, hogy magán reményei és ambíciói okozzák népe szenvedését; majd részt vett fia nyilvános kivégzésén. A többi családtagját végül száműzték Szibériába és Kurmandzsan lényegében visszavonult a közéletből.
1906-ban meglátogatta báró Carl Gustaf Emil von Mannerheim (később Finnország elnöke), aki akkor az orosz hadsereg ezredese volt. Mannerheim lefényképezte Kurmandzsan Datkát.
Hat hónappal később meghalt. Kurmandzsan Datka jóval túlélte a 90. életévét, két fia, két lánya, 31 unokája, 57 dédunokája és hat ükunokája élte túl.

## Emlékezete
- 1995-ben egy akkor megalapított női bizottságot neveztek el róla. Most az „Erayim” Közösségi Nőszövetség néven ismert.[3]
- 2014-ben jelent meg a Hegyek királynője (eredetileg Kurmandzsan Datka címmel) film, amelynek élete története áll a középpontjában.[4]
- A kirgiz szom második (1994–1995), harmadik (1997–2005) és negyedik (2009–2016) kiadásainak 50 szomos bankjegye előoldalán Kurmandzsan Datka arcképe látható.